# Buqa Temür
Pel germà de Batu Khan de nom Buqa Temür o Tuka Timur o Togha Temur, vegeu Tuka Timur (germà de Batu Khan)
Buqa Temür (Buka Timur, Tuga Temür, Toga Temür, Tuka Timur) fou kan del kanat de Txagatai (1272?-1282). Era fill de Qadaqchi, príncep txagataïda net de Txagatai Khan (per tant Buqa Temür era besnet d'aquest darrer).
En algun moment del 1272 Negübei, kan de Txagatai revoltat contra Kaidu Khan, fou mort per Buqa Temür i potser com a recompensa per aquesta mort, Kaidu el va nomenar al front del kanat de Txagatai. Però vers 1274 es va posar malalt i encara que va viure uns anys, la seva debilitat li va impedir imposar la seva autoritat i fou de poca ajuda per combatre les accions dels fills de Barak Khan i d'Alghu, revoltats, i a les forces de l'il-kan de Pèrsia. El 1282 va morir i fou substituït per Duwa o Tuwa.